# Dirty Rotten Imbeciles
Dirty Rotten Imbeciles také D.R.I. je americká crossover thrashová hudební skupina, která byla založena v Houstonu v roce 1982, později se přesunula do San Francisca.
Skupinu v současné době tvoří dva její zakládající členové, zpěvák Kurt Brecht a kytarista Spike Cassidy, dále bubeník Rob Rampy a baskytarista Greg Orr.
Skupina si nikdy nezískala mainstreamové publikum, ale integrace jejich hardcore punkových kořenů s thrash metalovými vlivy byla stylistickým katalyzátorem pro jejich současníky, především skupiny Suicidal Tendencies, Corrosion of Conformity, Stormtroopers of Death, Cro-Mags, Nuclear Assault, Adrenalin O.D. a Cryptic Slaughter, vedle kterých jsou považováni za jedny z hlavních průkopníků stylu „crossover thrash“ se silným vlivem na moderní thrash metal.
Skupina vydala sedm plnohodnotných studiových alb. Kromě tří nových písní na EP z roku 2016 nevydali plnohodnotné studiové album od alba Full Speed Ahead v roce 1995. Navzdory tomu skupina podnikala každoroční turné, kromě let 2004 až 2009, kdy byla Spike Cassidovi diagnostikována rakovina tlustého střeva. Minimálně od roku 1998 skupina pracuje na svém osmém řadovém studiovém albu, které zatím nebylo vydáno.